# Saga Communications
SAGA Communications Inc. ist ein US-Medienunternehmen und besitzt über 90 Radiostationen und einen TV-Sender in den USA. Das Unternehmen hat ihren Schwerpunkt an der Ostküste der USA. Sitz des Unternehmens ist Michigan. Präsident und CEO ist Ed Christian. Das Unternehmen lag 2007 mit 91 Radiostationen auf Platz sieben der größten US-Medienunternehmen, gemessen an der Anzahl der Stationen.

## Struktur
Saga besitzt Radiostationen in 24 Radiomärkten von Milwaukee und Columbus bis Portland, Maine und Billingham, Washington. Saga betreibt zwei TV-Sender in Joplin, Montana und Victoria, Texas. Saga kooperiert hier mit allen großen Networks wie ABC, NBC, CBS und Fox. Die TV-Stationen sind auf lokale Nachrichten zugeschnitten.
Für die einzelnen Märkte gründete Saga folgende Tochtergesellschaften:
- Illinois Radio Network
- Michigan Farm Radio Network
- Minnesota Farm Radio Network

## Geschichte
Der Firmengründer und heutige CEO Christian wurde 1944 in dem kleinen Ort St. Helen in Michigan geboren. Während seiner Zeit am College arbeitete er in Roger City, Lansing und Flint, als Wochenendmoderator und Vertreter. Nach seinem Abschluss an der Wayne State University 1966 wurde er bei WCAR-AM-FM in Detroit eingestellt.
Saga Communications wurde im Mai 1986 als Unternehmen eingetragen und von Ed Christian gegründet. 1986 kaufte er für 38,5 Millionen US-Dollar die Josephson International’s Radio Division. Dieses Unternehmen existierte seit 1976 und wurde in Saga Communications umbenannt. Zum Zeitpunkt der Übernahme gehörten dem Unternehmen drei Mittelwellen- und fünf UKW-Stationen.
Ende 2015 kaufte Saga die Classic Rock Station WLVQ, Columbus und erweiterte seine marktbeherrschende Stellung in Columbus. Die Stationen WSNY, WVMX, WNND und WNNP in der Stadt gehören via Franklin Communications, Inc. ebenfalls Saga.

## Stationen

### Radiostationen
- WNYY New York – Progressive Talk Radio
- WMGX, Portland
- WLVQ, Columbus
- WSNY, Columbus
- WVMX, Columbus
- WNND, Columbus
- WNNP, Columbus